# Torong
Torong is een bestuurslaag in het regentschap Karo van de provincie Noord-Sumatra, Indonesië. Torong telt 119 inwoners (volkstelling 2010).